# کلیسای جامع مریم مقدس (استپاناکرت)

کلیسای جامع مادر مقدس ( ارمنی: Սուրբ Աստվածամոր Հովանու մայր տաճար کلیسای جامع سورب آستواتسامور هووانو (Surb Astvatsamor Hovanu Cathedral)، کلیسایی متعلق به کلیسای حواری ارمنی است که در شهر استپاناکرت، جمهوری آرتساخ واقع شده است. مجسمه ۴ متری شاه واچاگان سوم در نظر گرفته شد روی یک پایه ۲ متری نزدیک کلیسا قرار گرفته است.  این کلیسا - در حال ساخت به مدت ۱۲ سال - در ۷ آوریل ۲۰۱۹ تقدیس شد.

## تاریخ
این کلیسا در طول جنگ ۲۰۲۰ قره باغ کوهستانی به پناهگاه بمب تبدیل شد و غیرنظامیان در زیرزمین کلیسای جامع از بمباران استپانکرت توسط آذربایجان، پناه گرفتند.

## نگارخانه

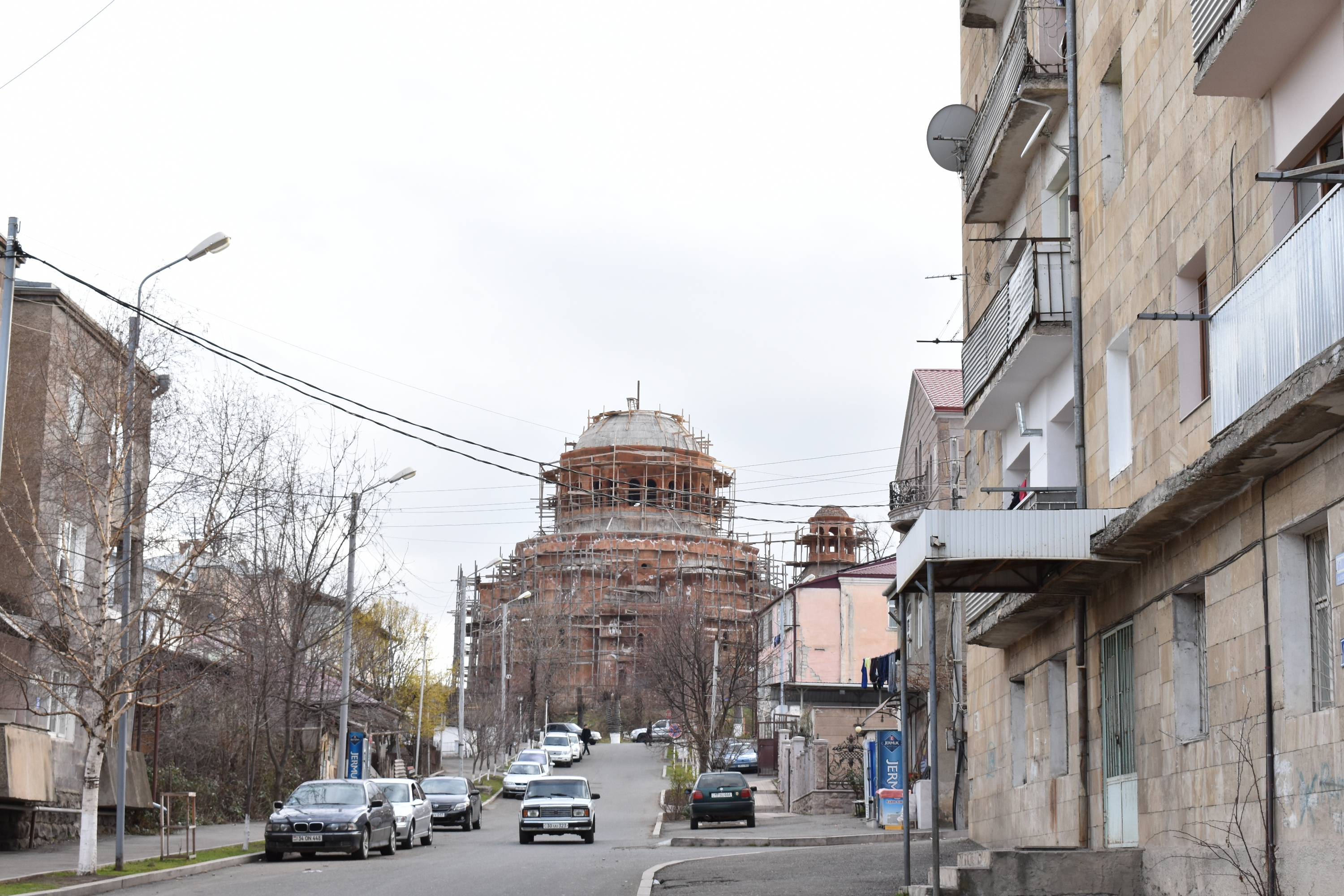
کلیسای جامع در حال ساخت در مارس ۲۰۱۸